# Griseargiolestes eboracus
Griseargiolestes eboracus – gatunek ważki z rodziny Argiolestidae.
Ważka ta jest endemitem środkowo- i południowo-wschodniej Australii, gdzie rozmnaża się w bagnach i torfowiskach.